# Liste der Kulturdenkmäler in Norath
In der Liste der Kulturdenkmäler in Norath sind alle Kulturdenkmäler der rheinland-pfälzischen Ortsgemeinde Norath aufgeführt. Grundlage ist die Denkmalliste des Landes Rheinland-Pfalz (Stand: 27. Oktober 2023).

## Einzeldenkmäler
| Bezeichnung                          | Lage                | Baujahr                           | Beschreibung                                                                                              | Bild                           |
| ------------------------------------ | ------------------- | --------------------------------- | --- | ------------------------------ |
| Schulhaus                            | Hauptstraße 10 Lage | um 1840                           | ehemalige Schule; Bruchsteinbau, um 1840, in der Nachfolge Johann Claudius von Lassaulx                   | Fotos hochladen                |
| Katholische Pfarrkirche St. Nikolaus | Hauptstraße 12 Lage | gegen 1859                        | neugotischer Bruchsteinsaal, gegen 1859                                                                   | weitere Bilder Fotos hochladen |
| Hofanlage                            | Hauptstraße 25 Lage | erste Hälfte des 19. Jahrhunderts | Streckhof; Fachwerkhaus, teilweise verschiefert, erste Hälfte des 19. Jahrhunderts; bauliche Gesamtanlage | BW                             |